# Silbersegener Schacht
Der Silbersegener Schacht oder (Richt-)Schacht Silbersegen ist ein Förderschacht des Oberharzer Blei- und Zinkbergbaues auf dem Rosenhöfer Gangzug in Clausthal-Zellerfeld im Oberharz (Niedersachsen).

## Geschichte
Der saigere Silbersegener Schacht wurde 1817 abgeteuft und war 420 m tief. Sein Bau stand im Zusammenhang mit der Tiefen Wasserstrecke (1803–1835), einer sogenannten Sumpfstrecke. Sie diente zum Sammeln der aus tieferen Stollen abgepumpten Grubenwasser der Clausthaler Gruben. Im Silbersegener Schacht wurden die Grubenwasser mittels zweier Wassersäulenmaschinen auf den Tiefen-Georg-Stollen gehoben. Von dort flossen sie durch das vorhandene Gefälle bis zum Mundloch in Bad Grund ab.
Als man auf die Idee kam, die Erze auf der Tiefen Wasserstrecke mit Kähnen zu transportieren, diente der Silbersegener Schacht auch als Förderschacht. Ab 1878 erfolgte diese Schachtförderung dann auf dem Ottiliae-Schacht. Mit Fertigstellung der Tiefsten Wasserstrecke 1898 verlor der Schacht auch die Funktion der Wasserhaltung, die dann auf dem Königin-Marien-Schacht erfolgte. Trotzdem nutzte man den Schacht zum Materialtransport mit seiner veralteten Kehrradförderung bis zur Einstellung des Bergbaus in Clausthal 1930.
Der Schacht wurde 1982 mit einer Betonfüllsäule für immer verschlossen.

## Technische Denkmäler, Spuren
Es haben sich keine nennenswerten Reste erhalten. Auf der Halde befindet sich heute ein Hundesportplatz. Seitens des Oberharzer Bergwerksmuseums finden Bemühungen statt, das Gelände zusammen mit anderen Bodendenkmälern der Grube Rosenhof nach und nach zu einem Bergbaulehrpfad auszubauen.